# بانايس أثاناس فاجليانو
بانايس أثاناس فاجليانو ((باليونانية: Παναγής Βαλλιάνος)‏ Panagis Vallianos ،1814–1902)كان تاجرًا يونانيًا ومالكًا للسفن، وقد اشتهر باسم «أبو النقل اليوناني الحديث».

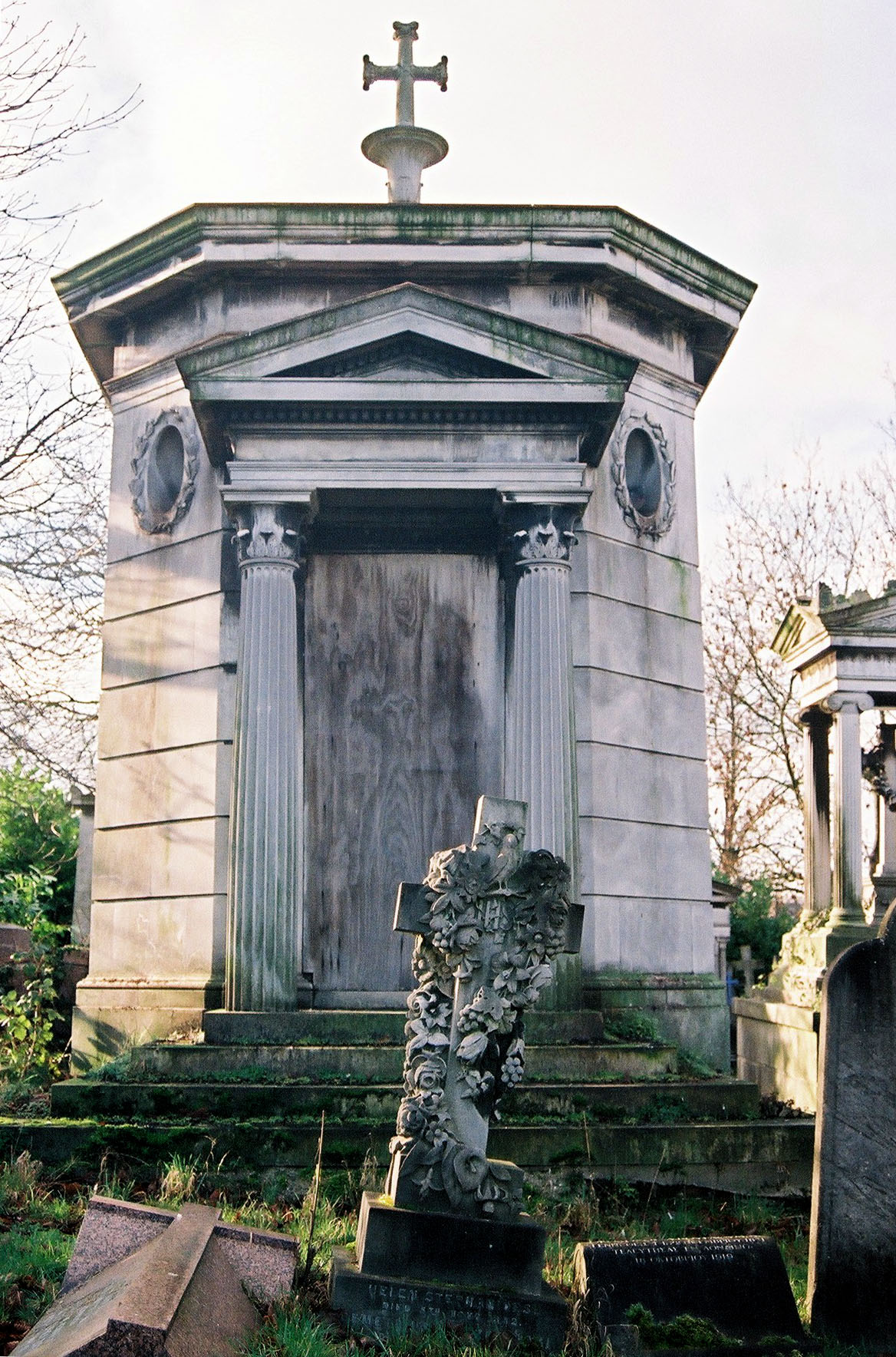
ضريح فاجليانو في مقبرة نوروود الغربية.

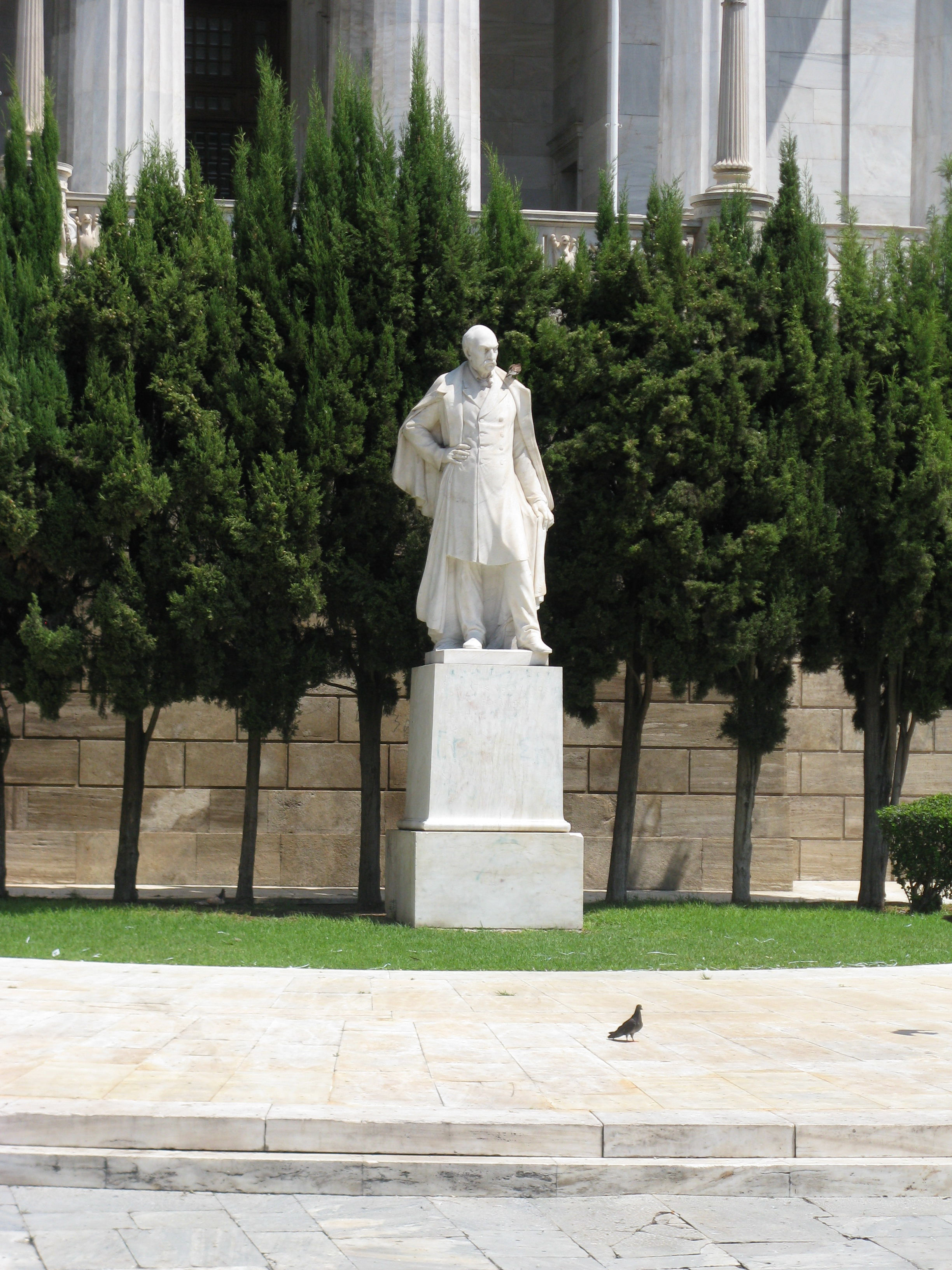
تمثال كبير لـ فاجليانو(من قبل جورجيوس بونانوس - Georgios Bonanos) يقف خارج المكتبة الوطنية اليونانية في أثينا التي شارك في تأسيسها.

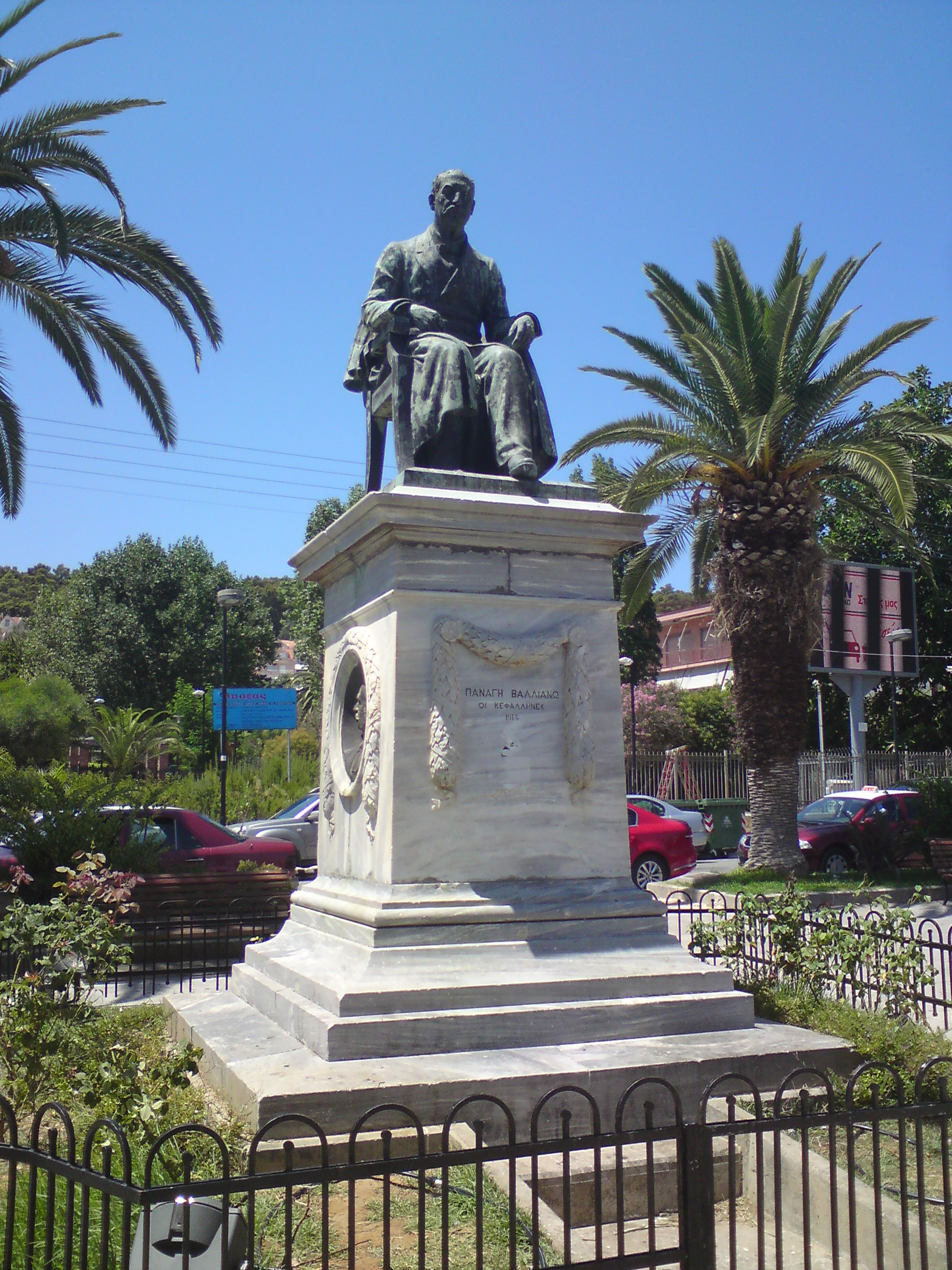
نصب فاجليانو في أرغوستولي.

## روسيا
انضم إلى أشقائه مارينوس وأندرياس، واستقر في البداية في تاغانروغ، الإمبراطورية الروسية في حوالي عام 1840. وشكلوا معا شركة فاجليانو بروس. كتجار الحبوب والشاحنين حققوا أرباحًا جيدة من ارتفاع أسعار الحبوب خلال حرب القرم. يشار إلى أنهم اشتروا في بعض الأحيان محصول القمح الروسي بأكمله (Agriculture in the Russian Empire)، وكانوا روادًا في عقود القمح المتداولة في البورصة.
بعد انتهاء الحرب، واجه اليونانيون مشاكل في العثور على الشاحنين لشحناتهم من القوي العظمى. تقدمت شركة فاجليانو بروس وقدمت لهم التمويل والنقل على متن سفنهم.

## روابط خارجية
- Statue of Vallianos outside the المكتبة الوطنية اليونانية